# Aviastroitel'naja (metropolitana di Kazan')
La stazione Aviastroitel’naja (Авиастроительная), in tataro Aviatözölöş (Авиатөзелеш), è una stazione della metropolitana di Kazan'.

## Storia
La stazione venne attivata il 9 maggio 2013, come capolinea della tratta a nord di Koz'ja Sloboda, con le stazioni di Jaš'lek e di Severnyj Voksal, aperte anch'esse il 9 maggio 2013.